# Fachjournalismus
Fachjournalismus (auch bekannt als Fachpresse) ist eine fachlich spezialisierte Journalistentätigkeit bzw. eine Sparte der Presse, bei der Journalisten sich auf ein Fach, ein Thema oder einen Gegenstand spezialisieren. Zu den wichtigsten Fächern zählen: Auslandsberichterstattung, Bildungsjournalismus, Boulevardjournalismus, Geschichtsjournalismus, Justizberichterstattung, Katastrophenberichterstattung, Kriegsberichterstattung, Kulturjournalismus, Lokaljournalismus, Musikjournalismus, Medienjournalismus, Medizinjournalismus, Modejournalismus, Auto- und Motorjournalismus, Politikjournalismus, Reisejournalismus, Sportjournalismus, Technikjournalismus, Umweltjournalismus, Verbraucherjournalismus, Wirtschaftsjournalismus und Wissenschaftsjournalismus.
Während die übliche journalistische Ausbildung per Volontariat und Lernen in der Praxis auf Allroundfähigkeiten, Tagesaktualität und Breite statt Tiefe ausgerichtet ist, vermitteln Fachjournalisten allgemeinverständliche Erklärungen bestimmter Sachverhalte, spezialisiert auf bestimmte Themengebiete. Es geht um Expertenwissen, aufbereitet in verständlicher Form. Nach Siegfried Quandt (1995, 11) versucht Fachjournalismus „eine vernünftige mittlere Position einzunehmen: und zwar zwischen einem weitläufigen Allround-Journalismus, dem es an hinlänglichem Sachwissen mangelt, und einem engspurigen Wissenschaftsjournalismus, der Anhängsel einer akademischen Disziplin ist und sich mit weitergehenden Themen oder Publikumserwartungen schwer tut.“